# Videòfon

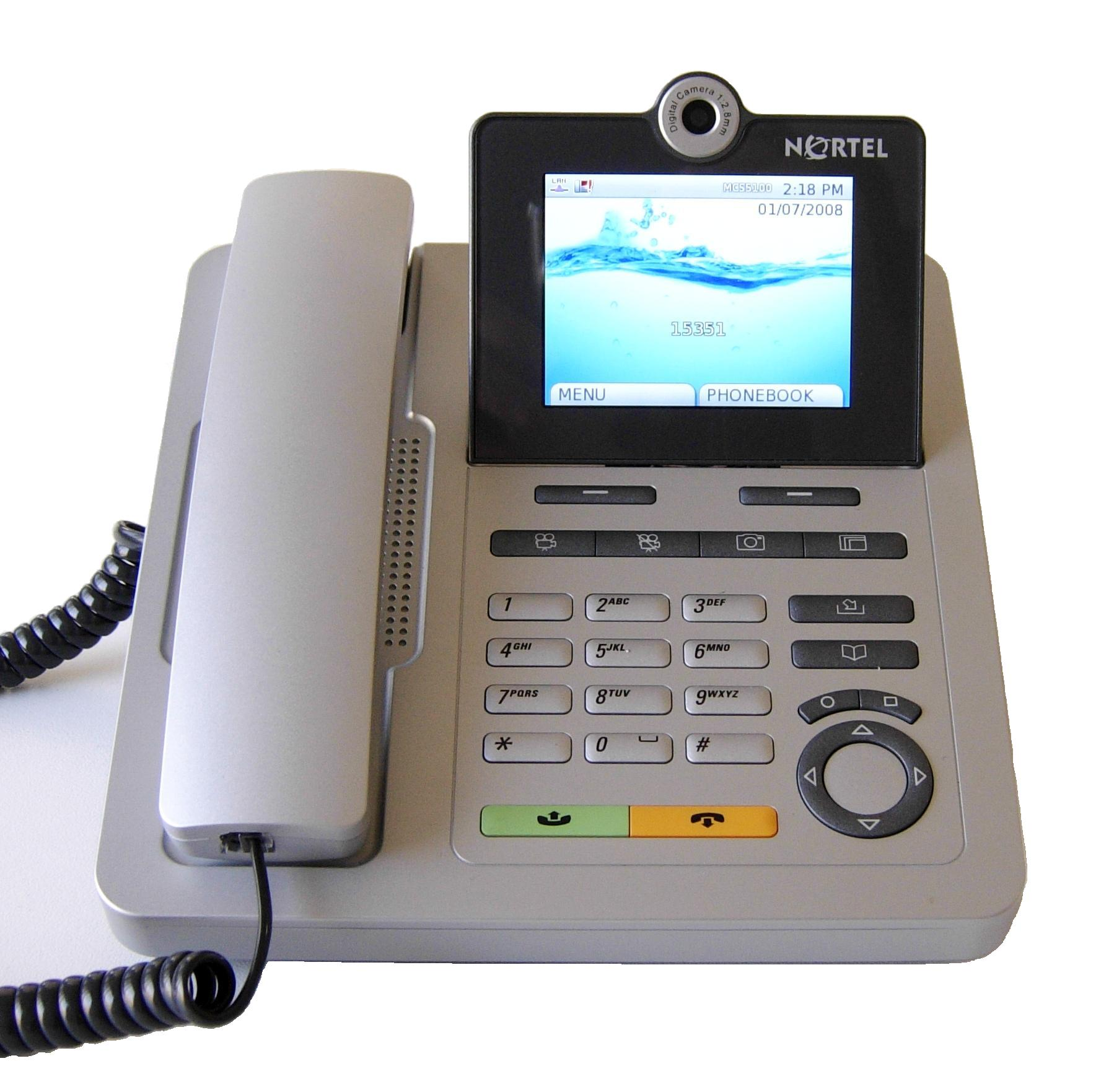
Un exemple de videòfon per la llar

Un videòfon (també conegut com a videotelèfon) és un telèfon amb una pantalla de vídeo capaç de realitzar comunicacions entre dues o més persones en temps real.
Els videòfons són particularment d'ajuda per als sords i muts perquè puguin comunicar-se a través de la llengua de signes, i també per a aquells que necessitin assistència mèdica visual o serveis d'educació a distància. Aquests dispositius existeixen fa bastants anys. En els anys 90 utilitzaven línies XDSI i avui dia hi ha molts models de telèfons IP que tenen aquesta possibilitat. El desenvolupament d'algoritmes més avançats de compressió d'imatges (com ara H.264) han permès que aquesta funcionalitat s'estengui arreu. El nom videòfon no està tan estandarditzat com la seva antiga contrapart telèfon, fet que ha creat una varietat de noms i termes al voltant del món, en alguns casos fins i tot dins d'un mateix país o regió. El TERMCAT concretament només el defineix en la seva varietat de telèfon mòbil.